# استانیسواف چیکوفسکی
استانیسواف چیکوفسکی (لهستانی: Stanisław Cikowski; ۱۴ فوریهٔ ۱۸۹۹ – ۲ دسامبر ۱۹۵۹) بازیکن فوتبال اهل لهستان بود.
وی همچنین در تیم ملی فوتبال لهستان بازی کرده‌است.